# Брюшків
Брюшкі́в — село в Україні, у Рівненському районі Рівненської області. Населення становить 22 осіб.

## Географія
Селом протікає річка Зульня.

## Символіка
Герб: у золотому полі синій стовп, праворуч від нього - чорний молот, руків’ям донизу, ліворуч - чорні кліщі, руків’ями догори.
Прапор: квадратне полотнище, яке складається з трьох вертикальних смуг - жовтої, синьої та жовтої (співвідношення їхніх ширин становить 2:1:2), на жовтому полі від древка - чорний молот, руків’ям донизу, на жовтому з вільного краю - чорні кліщі, руків’ями догори.
Синій геральдичний стовп (синя вертикальна смуга на прапорі) символізує річку Зульню, яка протікає з півдня на північ територією села. Ковальський молоток та кліщі вказують на давні промисли з випалювання болотної руди та металообробку, якими займалися місцеві мешканці, а також нагадує про сусіднє село Рудня, яке зараз не існує. Золото (жовтий колір на прапорі) означає сільське господарство.
Автори символів – А. Гречило та Ю. Терлецький.

## Історія
У 1906 році село Бжушків Підлужанської волості Рівненського повіту Волинської губернії. Відстань від повітового міста 69 верст, від волості 23. Дворів 21, мешканців 120.